# Велика піввісь

Великою віссю у наведеному випадку є горизонтальна вісь

Велика піввісь (для еліптичних орбіт) — половина великої осі еліпса. Велика вісь проходить через обидва фокуси еліпса та дві його вершини. 
В окремому випадку кола велика піввісь тотожна радіусу. 
Поняття має широке застосування в астрономії як один із визначальних параметрів орбіт небесних тіл.
Довжина великої півосі {\displaystyle a} еліпса пов'язана із довжиною малої півосі {\displaystyle b} через ексцентриситет {\displaystyle e} і половину довжини хорди, що проходить через фокус {\displaystyle \ell }, і це співвідношення є наступним:
{\displaystyle {\begin{aligned}b&=a{\sqrt {1-e^{2}}},\,\\\ell &=a\left(1-e^{2}\right),\,\\a\ell &=b^{2}.\,\end{aligned}}}